# 異教主
《異教主》是改編自新堂冬樹的小說，由西崎泰正負責作畫。單行本全4卷。

## 故事大綱
岡崎平八郎，小時候親眼見到信了邪教的母親殺了父親後自殺。從此他不相信世界上有神，認為神只是人捏造出來的假象，他恨捏造假像的人，也恨盲目追隨假象的人，他恨這個社會，於是他發誓自己要成為神，要將這群愚蠢的人們推入地獄!
若干年後，又有一個奇怪的宗教"神之鄉"興起了，而這個宗教的教祖就是當時的平八郎，他實現了當時的誓言，利用人們的迷信、無助感，盡情地斂財騙色。
城山信康，個性有軟弱，處事哲學是盡量不與人起衝突，他是一家旅行社的分店長，有個溫柔美麗的妻子麗子，還有一個就讀小學的兒子，是個平凡而幸福的小家庭。某天，麗子向信康提起，為了能讓兒子考上好的國中她想參加神之鄉的悟道會，信康原先覺得費用太貴因此有點猶豫，不過在麗子央求下終於答應了。經過了為期一個禮拜的"悟道會"，信康滿懷期待地等著麗子回來，沒想到麗子回來後整個人都變了，強逼全家三餐都要吃豆腐乳，個性變的神經質、脾氣暴躁，只有對著"救世主"的照片祈禱時才會露出祥和的表情，甚至信康想擁抱麗子時，都被她一把推開，並告訴信康"我愛的人只有救世主"，信康感到擔心又絕望，原本軟弱的他，現在必須堅強，從神鄉寶仙的魔掌下救回原本的妻子......

## 登場人物
岡崎平八郎
岡崎左代子
城山信康
城山麗子
武石藤夫
冰室誠二
瀨野
高瀨直美
真山千夏
三藏

## 出版書籍
| 卷數 | 雙葉社         | 雙葉社             | 尖端出版       | 尖端出版             |
| 卷數 | 發售日期       | ISBN               | 發售日期       | EAN                  |
| ---- | -------------- | ------------------ | -------------- | -------------------- |
| 1    | 2004年12月6日  | ISBN 4-575-83038-0 | 2005年12月16日 | EAN 471-0614-37938-1 |
| 2    | 2005年4月28日  | ISBN 4-575-83076-3 | 2006年12月4日  | EAN 471-7702-20635-2 |
| 3    | 2005年10月28日 | ISBN 4-575-83155-7 | 2007年3月7日   | EAN 471-7702-20733-5 |
| 4    | 2006年2月25日  | ISBN 4-575-83201-4 | 2007年5月7日   | EAN 471-7702-20812-7 |